# Franjo Rupnik
Franjo Rupnik (Osijek, 5 maggio 1921 – Osijek, 25 aprile 2000) è stato un calciatore jugoslavo, di ruolo centrocampista.

## Carriera

### Club
Iniziò la carriera nell'Hajduk Osijek dove militò per diverse stagioni. Dal 1945 al 1947 vestì la maglia del Partizan con il quale vinse il primo campionato jugoslavo della storia dei Crno-beli. Successivamente fece ritorno nella città natia dove militò tra le file del Proleter Osijek fino al termine della sua carriera. Nell'estate del 1953, nel match decisivo di Druga liga, siglò tutte le reti della vittoria sul Borac Banja Luka (5-0) che sancirono la storica promozione dei Bijelo-Plavi in Prva liga.

### Nazionale
Il suo debutto con la Jugoslavia risale al 29 settembre 1946 nella amichevole casalinga vinta 4-2 ai danni della Cecoslovacchia. La sua ultima partita con i Plavi risale al 5 novembre 1950 dove trova la via del gol nell'amichevole vinta 4-0 contro la Norvegia.
Indossò la maglia della nazionale per un totale di sei partite andando a rete una sola volta.

## Statistiche

### Cronologia presenze e reti in nazionale
| Cronologia completa delle presenze e delle reti in nazionale ― Jugoslavia | Cronologia completa delle presenze e delle reti in nazionale ― Jugoslavia | Cronologia completa delle presenze e delle reti in nazionale ― Jugoslavia | Cronologia completa delle presenze e delle reti in nazionale ― Jugoslavia | Cronologia completa delle presenze e delle reti in nazionale ― Jugoslavia | Cronologia completa delle presenze e delle reti in nazionale ― Jugoslavia | Cronologia completa delle presenze e delle reti in nazionale ― Jugoslavia | Cronologia completa delle presenze e delle reti in nazionale ― Jugoslavia |
| Data                                                                      | Città                                                                     | In casa                                                                   | Risultato                                                                 | Ospiti                                                                    | Competizione                                                              | Reti                                                                      | Note                                                                      |
| ------------------------------------------------------------------------- | ------------------------------------------------------------------------- | ------------------------------------------------------------------------- | ------------------------------------------------------------------------- | ------------------------------------------------------------------------- | ------------------------------------------------------------------------- | ------------------------------------------------------------------------- | ------------------------------------------------------------------------- |
| 29-9-1946                                                                 | Belgrado                                                                  | Jugoslavia                                                                | 4 – 2                                                                     | Cecoslovacchia                                                            | Amichevole                                                                | -                                                                         |                                                                           |
| 7-10-1946                                                                 | Tirana                                                                    | Albania                                                                   | 2 – 3                                                                     | Jugoslavia                                                                | Coppa dei Balcani                                                         | -                                                                         |                                                                           |
| 11-10-1946                                                                | Tirana                                                                    | Jugoslavia                                                                | 1 – 2                                                                     | Romania                                                                   | Coppa dei Balcani                                                         | -                                                                         |                                                                           |
| 13-10-1946                                                                | Tirana                                                                    | Jugoslavia                                                                | 2 – 1                                                                     | Bulgaria                                                                  | Coppa dei Balcani                                                         | -                                                                         |                                                                           |
| 11-5-1947                                                                 | Praga                                                                     | Cecoslovacchia                                                            | 3 – 1                                                                     | Jugoslavia                                                                | Amichevole                                                                | -                                                                         | 46’                                                                       |
| 5-11-1950                                                                 | Belgrado                                                                  | Jugoslavia                                                                | 4 – 0                                                                     | Norvegia                                                                  | Amichevole                                                                | 1                                                                         | 40’                                                                       |
| Totale                                                                    |                                                                           | Presenze                                                                  | 6                                                                         |                                                                           | Reti                                                                      | 1                                                                         |                                                                           |

## Palmarès

### Club

#### Competizioni nazionali
- Campionato jugoslavo: 1

Partizan: 1946-1947